# Hebeclinium
Hebeclinium, rod glavočika iz podtribusa Hebecliniinae, dio tribusa Eupatorieae. Sastoji se od blizu 30 vrsta raširenih od Meksika do tropske Amerike i Kariba

## Opis
Rod uključuje vrlo robusne trajne biljke s nasuprotnim, obično dugim peteljkastim lišćem, brojnim preklapajućim braktejama, relativno velikim, polukuglastim i često dlakavim cvjetištima, velikim privjescima prašnika, golim vrhovima s uskim nitastim privjescima i 5-rebrastim cipselama s papusom od brojnih čekinje. King i Robinson (1987) smještaju rod blizak s Decachaeta i Bartlettina, ali osnovni broj kromosoma Hebecliniuma od x=10 slaže se s molekularnim podacima u svrstavanju Hebecliniuma u kladu x=10 Eupatorieae.

## Vrste
1. Hebeclinium beneolens (B.L.Rob.) R.M.King & H.Rob.
2. Hebeclinium bullatissimum (B.L.Rob.) R.M.King & H.Rob.
3. Hebeclinium costaricense R.M.King & H.Rob.
4. Hebeclinium erioclinium (B.L.Rob.) R.M.King & H.Rob.
5. Hebeclinium escobariae H.Rob.
6. Hebeclinium flabellatum S.Díaz & G.P.Méndez
7. Hebeclinium frontinoense S.Díaz & G.P.Méndez
8. Hebeclinium gentryi R.M.King & H.Rob.
9. Hebeclinium guevarae (R.M.King & H.Rob.) R.M.King & H.Rob.
10. Hebeclinium hygrohylaeum (B.L.Rob.) R.M.King & H.Rob.
11. Hebeclinium hylophorbum (B.L.Rob.) R.M.King & H.Rob.
12. Hebeclinium jajoense (Aristeg.) R.M.King & H.Rob.
13. Hebeclinium killipii (B.L.Rob.) R.M.King & H.Rob.
14. Hebeclinium knappiae R.M.King & H.Rob.
15. Hebeclinium lellingeri R.M.King & H.Rob.
16. Hebeclinium longicuspidatum S.Díaz
17. Hebeclinium macrophyllum (L.) DC.
18. Hebeclinium marianum S.Díaz & Rodr.-Cabeza
19. Hebeclinium obtusisquamosum (Hieron. ex Sodiro) R.M.King & H.Rob.
20. Hebeclinium palaciosii H.Rob.
21. Hebeclinium phoenicticum (B.L.Rob.) R.M.King & H.Rob.
22. Hebeclinium recreense (Hieron. ex Urb.) R.M.King & H.Rob.
23. Hebeclinium reedii R.M.King & H.Rob.
24. Hebeclinium sericeum (Kunth) R.M.King & H.Rob.
25. Hebeclinium squamosum S.Díaz & Rodr.-Cabeza
26. Hebeclinium tetragonum Benth.
27. Hebeclinium torondoyense (V.M.Badillo) R.M.King & H.Rob.
28. Hebeclinium vestitum R.M.King & H.Rob.
29. Hebeclinium wurdackianum H.Rob.

## Sinonimi
Nema.